# Distrito electoral federal 5 de Puebla

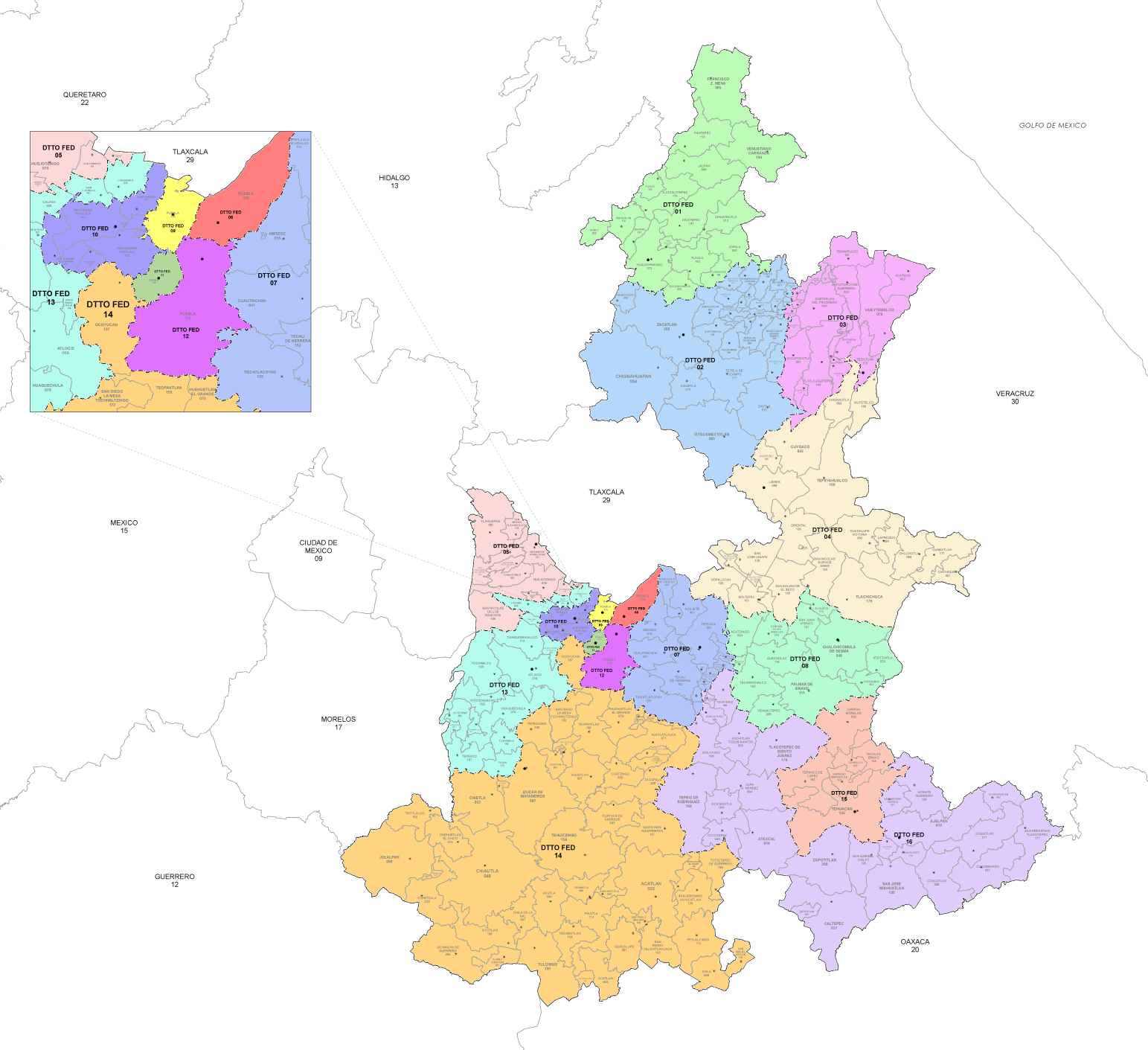
Distritos electorales federales del estado de Puebla (desde 2022).

El V Distrito Electoral Federal de Puebla es uno de los 300 distritos electorales en los que se encuentra dividido el territorio de México para la elección de diputados federales y uno de los 16 en los que se divide el estado de Puebla. Su cabecera es la ciudad de San Martín Texmelucan.
El Quinto Distrito Electoral de Puebla se localiza en la región Texmelucan de la zona centro-occidente del estado, lo forman un total de once municipios, que son Calpan, Chiautzingo, Domingo Arenas, Huejotzingo, Nealtican, San Felipe Teotlalcingo, San Martín Texmelucan, San Matías Tlalancaleca, San Nicolás de los Ranchos, San Salvador el Verde y Tlahuapan.

## Distritaciones anteriores

### Distritación 1996 - 2005
Entre 1996 y 2005 el Quinto Distrito se encontraba ubicado en la misma región de Puebla y los municipios que hoy lo forman también lo integraban, sin embargo también incluía a cinco municipios más, que eran Coronango, Cuautlalcingo, Juan C. Bonilla, San Miguel Xoxtla y Tlaltenango.

## Diputados por el distrito
- L Legislatura
  - (1976 - 1979): Sacramento Joffre Vázquez
- LI Legislatura
  - (1979 - 1982): Juan Bonilla Luna
- LII Legislatura
  - (1982 - 1985): Olegario Valencia Portillo
- LIII Legislatura
  - (1985 - 1988): Víctor Hugo Islas
- LIV Legislatura
  - (1988 - 1991): Cupertino Alejo Domínguez
- LV Legislatura
  - (1991 - 1994): José Alarcón Hernández
- LVI Legislatura
  - (1994 - 1997): Fidencio Romero Tobón
- LVII Legislatura
  - (1997 - 2000): América Soto López[3]
- LVIII Legislatura
  - (2000 - 2003): Víctor León Castañeda
- LIX Legislatura
  - (2003 - 2006): Víctor Hugo Islas
- LX Legislatura
  - (2006 - 2009): Apolonio Méndez Meneses
- LXI Legislatura
  - (2009 - 2012): Janet González Tostado

## Elecciones de 2009
|  | Partido Acción Nacional                        |  | Oscar Anguiano Martínez       |
|  | Partido Revolucionario Institucional           |  | Janet González Tostado        |
|  | Partido de la Revolución Democrática           |  | Amando Cova Sánchez           |
|  | Coalición Salvemos a México (PT, Convergencia) |  | José Manuel Valencia Martínez |
|  | Partido Verde Ecologista de México             |  | Gabriel Casas Rodríguez       |
|  | Partido Nueva Alianza                          |  | Laurentino Roldán Chalte      |
|  | Partido Socialdemócrata                        |  | Jonathan Jiménez Juárez       |